# Axel Leijonhufvud
Axel Stig Leijonhufvud (spreek uit: le-on-hu-vud) (Stockholm, 6 september 1933 – 2 mei 2022) was een  Zweeds econoom. Hij was hoogleraar aan de Universiteit van Californië in Los Angeles en professor aan de Universiteit van Trento in Italië. 

## Loopbaan
Hij behaalde in 1967 zijn doctoraat aan de Northwestern University. Zijn bekendste artikel, On Keynesian Economics and the Economics of Keynes (Over keynesianisme en de economie van Keynes) verscheen in 1968 in de American Economic Review. In dit artikel beargumenteerde Leijonhufvud dat de weergave door John Hicks van The General Theory of Employment, Interest and Money van Keynes in termen van het IS-LM-model, dat de nadruk legt op Walrasiaanse evenwichten en rigide lonen als een verklaring voor werkloosheid, in feite in strijd is met de General Theory van Keynes. Leijonhufvuds lezing van Keynes daarentegen benadrukt onevenwichtigheidsfenomenen, die niet binnen het IS-LM-kader kunnen worden geadresseerd, als centraal in de verklaring van Keynes voor werkloosheid en de economische depressie. 
Axel Leijonhufvud overleed begin mei 2022 op 88-jarige leeftijd.

## Noot
1. ↑  Leijonhufvud, Axel Stig Enciclopedia Italiana - V Appendice (1993). Geraadpleegd 24 september 2013.
2. ↑  Axel Leijonhufvud Obituary (2022) Los Angeles Times. Legacy.com (8 mei 2022).
3. ↑  Axel Leijonhufvud Remembered, blog Roger E.A. Farmer, 7 mei 2022. Gearchiveerd op 1 maart 2023.

- Bibsys: 90160344
- Bibliothèque nationale de France: cb129438431 (data)
- Catàleg d'autoritats de noms i títols de Catalunya: 981058527119506706
- CiNii: DA00552197
- Gemeinsame Normdatei: 107904071
- International Standard Name Identifier: 0000 0001 1044 5925
- Library of Congress Control Number: n80065703
- Nationale Bibliotheek van Letland: 000031419
- Mathematics Genealogy Project: 237397
- Bibliotheek van het Japanse parlement: 00447298
- Nationale Bibliotheek van Tsjechië: vse2013766928
- Nationale bibliotheek van Australië: 35299184
- Nationale Bibliotheek van Israël: 987007273649105171
- Nederlandse Thesaurus van Auteursnamen: 067534856
- Réseau des bibliothèques de Suisse occidentale: 02-A003510122
- Istituto Centrale per il Catalogo Unico: RAVV039198
- LIBRIS: 268318
- SNAC: w68w5dnn
- Système universitaire de documentation: 056536070
- Virtual International Authority File: 22269466
- WorldCat: E39PBJy48yBMrPdcTrfQdq4KBP